# Jurassic Planet
Pour plus de détails, voir Fiche technique et Distribution.
Jurassic Planet (aussi connu sous son titre original de Jurassic Galaxy) est un film de science-fiction américain réalisé par Jon Kondelik et James Kondelik, sorti en 2018 en direct-to-video. Il met en vedettes dans les rôles principaux Ryan Budds, Doug Burch et Eric Paul Erickson.

## Synopsis
Dans un futur proche, un vaisseau spatial s’écrase sur une planète inhabitée. Les survivants découvrent bientôt que la planète est habitée par des dinosaures monstrueux. Armés seulement de leur débrouillardise et de leur farouche volonté de survivre, les astronautes doivent retrouver l'épave de leur vaisseau, afin de quitter la planète.

## Distribution
- Doug Burch : Harris
- Eric Paul Erickson : Marston
- Jonathan Nation : Flynn
- Frankie Ray : Retch[4].
- Ryan Budds : Corrigan
- James Ferrero : Zahn
- Tamara Stayer : Gail
- Madison West : Daize

## Production
Jurassic Planet est sorti le 20 août 2018 en France où le film est disponible en DVD et Blu-ray chez l’éditeur First International Production,. ».

## Réception critique
Comme le remarque Walt Braley sur Letterboxd, « Toute la galaxie n’est pas vraiment jurassique. Juste le monde sur lequel ils sont. »
Jurassic Galaxy recueille un score d’audience de 14% sur Rotten Tomatoes.